# Money for Nothing (album)
Money for Nothing je album s najvećim hitovima britanskog rock sastava Dire Straits, izdan 1988. godine. Sadrži najpoznatije pjesme s prvih pet albuma grupe. Vinilno izdanje ispušta pjesmu "Telegraph Road" i ima drugačiji poredak pjesama, gdje je "Tunnel of Love" smještena između naslovne pjesme "Money for Nothing" i pjesme "Brothers in Arms". Ova kolekcija je dosegla prvo mjesto na glazbenoj listi Ujedinjenog Kraljevstva. Prodano je 6,6 milijuna primjeraka u Europi te milijun primjeraka u SAD-u. 

## Popis pjesama
Sve pjesme je napisao Mark Knopfler, osim gdje je naznačeno.
1. "Sultans of Swing" – 5:46
2. "Down to the Waterline" – 4:01
  - Prva i druga pjesma su prethodno objavljene na albumu Dire Straits.
3. "Portobello Belle - Live" – 4:33
  - Prethodno neobjavljeno. Preuzeto iz nastupa uživo sa svjetske turneje koju je popratio album Alchemy.
4. "Twisting by the Pool (Remix)" – 3:30
  - Prethodno objavljeno kao singl i EP.
5. "Tunnel of Love" (Mark Knopfler, uvod preuzet iz mjuzikla Carousel Rodgersa i Hammersteina) – 8:10
6. "Romeo and Juliet" – 5:56
  - Peta i šesta pjesma su prethodno objavljene na albumu Making Movies.
7. "Where Do You Think You're Going?" – 3:30
  - Prethodno neobjavljeno. Originalni miks pjesme nalazi se na albumu Communiqué.
8. "Walk of Life" – 4:08
  - Prethodno objavljeno na albumu Brothers in Arms.
9. "Private Investigations" – 5:50
  - Verzija pune duljine prethodno objavljena na albumu Love Over Gold.
10. "Telegraph Road - Live (Remix)" – 11:59
  - Prethodno neobjavljeno. Originalni miks nalazi se na albumu Alchemy.
11. "Money for Nothing" (Mark Knopfler, Sting) – 4:06
12. "Brothers in Arms" – 4:49
  - Verzije pune duljine jedanaeste i dvanaeste pjesme su prethodno objavljene na albumu Brothers in Arms.

## Glazbene liste
Prvi album najvećih hitova Dire Straitsa proveo je 64 tjedna na glazbenoj listi Ujedinjenog Kraljevstva.

### Album
| Godina | Glazbena lista         | Pozicija |
| ------ | ---------------------- | -------- |
| 1988.  | Švicarska              | 1.       |
| 1988.  | Ujedinjeno Kraljevstvo | 1.       |
| 1988.  | Australija             | 3.       |
| 1988.  | Austrija               | 3.       |
| 1988.  | Norveška               | 3.       |
| 1985.  | Švedska                | 8.       |
| 1988.  | SAD                    | 62.      |
| 1989.  | Italija                | 2.       |